# Електра (Еурипид)
Електра (Ἠλέκτρα) је грчка трагедија у шест чинова коју је написао Еурипид око 410. године п. н. е.
Место одигравања је Микена, а време радњ крај Тројанског рата.
Она се по мотиву и садржини поклапа са Есхиловим Хоефорама и Софокловом Електром, али се од њих разликује по обради теме. Заједничко им је то да код сва три трагичара Орест по наређењу Аполона убија мајку да би осветио очеву смрт. Есхил доказује оправданост тога, Софокле га прихвата без преиспитивања, а Еурипид га одлучно одбацује. Код Еурипида у делу Аполонову грешку признају чак и богови који се појављују у завршној сцени, чиме он скида херојски идеал Са Орестовог убиства мајке. Трагедија се завршава у жалости због напаћених смртника.

Први чин

Електрин муж Микењанин држи монолог о својој супрузи, њеној невиности, смрти њеног оца Агамемнона и несрећној судбини. Електра прича о својој мржњи према мајци Клитемнестри која је убила њеног оца и преудала се. Егист, њен нови муж и она уселили су се заједно и избацили Електру и њеног брата Ореста.

Други чин

Други чин почиње Орестовим и Електриним разговором. Она њега не препознаје, јер се дуго нису видели, али он већ зна да је она његова сестра. Жали му се због смрти свога оца, на свој несрећан брак са Микењанином и тиме што нису спавали заједно.

Трећи чин

У трећем чину сусрећу се Орест, Електра и старац, који је некада радио за Агамемнона. Том приликом испланирају да ће се осветити Клитемнестри и њеном мужу Егисту. Договоре се да ће Орест убити Егиста, а Електра своју мајку.

Четврти чин

У четвртом чину Електра сазнаје да су Егиста пронашли мртвог, и да је Орест тај који га је убио мачем.

Пети чин

Електра је задовољна и поносна на свог брата, хвали га и сад је ред на њу да убије Клитемнестру. Позива је у своју кућу, рекавши да је родила сина, па жели да га мајка види. Посвађају се и Електра је осуђује што је убила оца. Клитемнестра јој објашњава да га је морала убити јер је жртвовао њихову кћи Ифигенију. Електра јој не верује и одлучује да је убије.

Шести чин

У завршном чину, приказује се призор изласка Електре и Ореста из куће, крвавих и изморених. Након њих излазе њихове слуге, носећи мртва тела Клитемнестре и Егиста. Електра и Орест су кажњени тако да се више никад не смеју срести и да Орест због тога мора пребећи у Атину.

## Филмска адаптација
1962. године у Грчкој је снимљен истоимени црно бели играни филм, драма која је рађена према истоименој Еурипидовој трагедији који је премијерно приказан на Канском филмском фестивалу.